# Real Minas
Club Deportivo Real de Minas – honduraski klub piłkarski z siedzibą w stołecznym mieście Tegucigalpa. Funkcjonował w latach 2012–2021. Domowe mecze rozgrywał na obiekcie Estadio Marcelo Tinoco.

## Historia
Zespół został założony w 2012 roku pod nazwą INFOP RNP przez pracowników Krajowego Rejestru Osób (Registro Nacional de las Personas) przy okazji piłkarskiego turnieju świątecznego. W kolejnym roku zapisali oni swoją drużynę do ligi biznesowej, a później przystąpili do rozgrywek trzeciej ligi honduraskiej. W 2017 roku INFOP wywalczył awans do drugiej ligi. Cały skład zespołu składał się wówczas z urzędników zatrudnionych w Krajowym Rejestrze Osób.
W 2018 roku INFOP awansował do Liga Nacional, zostając czwartą drużyną w historii honduraskiego futbolu, która w dwa lata wywalczyła promocję z trzeciej do pierwszej ligi. Bezpośrednio po awansie do najwyższej klasy rozgrywkowej zdecydowano się zmienić nazwę klubu – początkowo na Tegucigalpa FC, jednak ostatecznie wybrano nazwę Real Minas, inspirując się historyczną nazwą stolicy z czasów kolonialnych (Minas de Tegucigalpa). W najwyższej klasie rozgrywkowej klub występował przez trzy lata (2018–2021), rozgrywając jednak większość meczów domowych poza Tegucigalpą, na Estadio Marcelo Tinoco w Danlí.
W 2021 roku Real Minas spadł do drugiej ligi honduraskiej. Bezpośrednio po tym klub ogłosił bankructwo i zakończył działalność.